# قنبرة راسو
قنبرة راسو وتسمى أيضا قبرة راسو (الاسم العلمي: Alauda razae) (بالإنجليزية: Raso Lark)‏، هو طائر ينتمي إلى قبرة (فصيلة: Alaudidae).